# Cucullia fuchsiana
Cucullia fuchsiana är en fjärilsart som beskrevs av Eduard Friedrich Eversmann 1842. Cucullia fuchsiana ingår i släktet Cucullia och familjen nattflyn. Inga underarter finns listade i Catalogue of Life.